# Lhaki Dolma
Lhaki Dolma es una actriz y política butanesa. Desde mayo de 2018 se desempeña como miembro del Consejo Nacional de Bután.

## Biografía
Dolma asistió a Semtokha Rigzhung, una escuela de estudios culturales y religiosos. Obtuvo una licenciatura en Lengua y Cultura por la Facultad de Estudios de Lengua y Cultura, dependiente de la Real Universidad de Bután, y un posgrado (PG) en Gestión del Desarrollo del Royal Institute of Management (RIM) en Timbu.
Comenzó su carrera como actriz en el último año de secundaria, interpretado el papel principal de Chepai Bhu. Asimismo, encabezó los prestigiosos exámenes de selección de funcionarios públicos, siendo empleada en el Ministerio de Agricultura y Bosques. Sin embargo, renunció a su puesto tres años después para  reanudar su carrera actoral, y también escribir guiones, producir y dirigir producciones audiovisuales.
Resultó electa miembro del Consejo Nacional de Bután por el distrito de Punakha en las elecciones de 2018, con el 23,29% de los votos.

## Vida personal
Lhaki Dolma es profundamente religiosa y estricta vegetariana. Está casada y tiene dos hijas y un hijo.

## Filmografía
| Años) | Título                  | Notas                                                              | Rfs.  |
| ----- | ----------------------- | ------------------------------------------------------------------ | ----- |
| 2001  | Chepai Bu               | Debut cinematográfico - (Mejor Actriz en los National Film Awards) | [ 4 ] |
| 2006  | Euchung Lhamo           |                                                                    | [ 4 ] |
| 2008  | Seday                   | Mejor Actriz en los Premios Nacionales de Cine                     | [ 4 ] |
| 2009  | Bardo                   |                                                                    | [ 4 ] |
| 2009  | Sha Dha Simo            | Productora - (Mejor Película en los National Film Awards)          | [ 4 ] |
| 2010  | Yee Thro Lhamo          |                                                                    | [ 4 ] |
| 2012  | Lue Dang Sem            | Productora - (Mejor guionista en los National Film Awards          | [ 4 ] |
| 2012  | Sa Dha Nam              |                                                                    | [ 4 ] |
| 2014  | Choegyal Drimed Kuenden |                                                                    | [ 4 ] |
| 2016  | Lekzin                  |                                                                    | [ 4 ] |
| 2016  | Hum Chewai Zamling      |                                                                    | [ 4 ] |